# Бракканьи
Бракканьи (итал. Braccagni) — фракция коммуны Гроссето в провинции Гроссето в области Тоскана Итальянской Республики. По данным XIV переписи населения Италии 2001 года, численность населения составляла 907 человек.

## География

### Географическое положение
Находится в географической области Маремма в итальянском регионе Тоскана. Располагается в 13 км к северо-западу от административного центра коммуны Гроссето. Высота над уровнем моря — 19 м.

### Климат
По Классификации климатов Кёппена, климат селения определяется как Csa — Средиземноморский климат. Температура здесь в среднем 15,3°C. Среднегодовая норма осадков — 749 мм.